# Flatter-Ulme Königsbrücker Straße 49

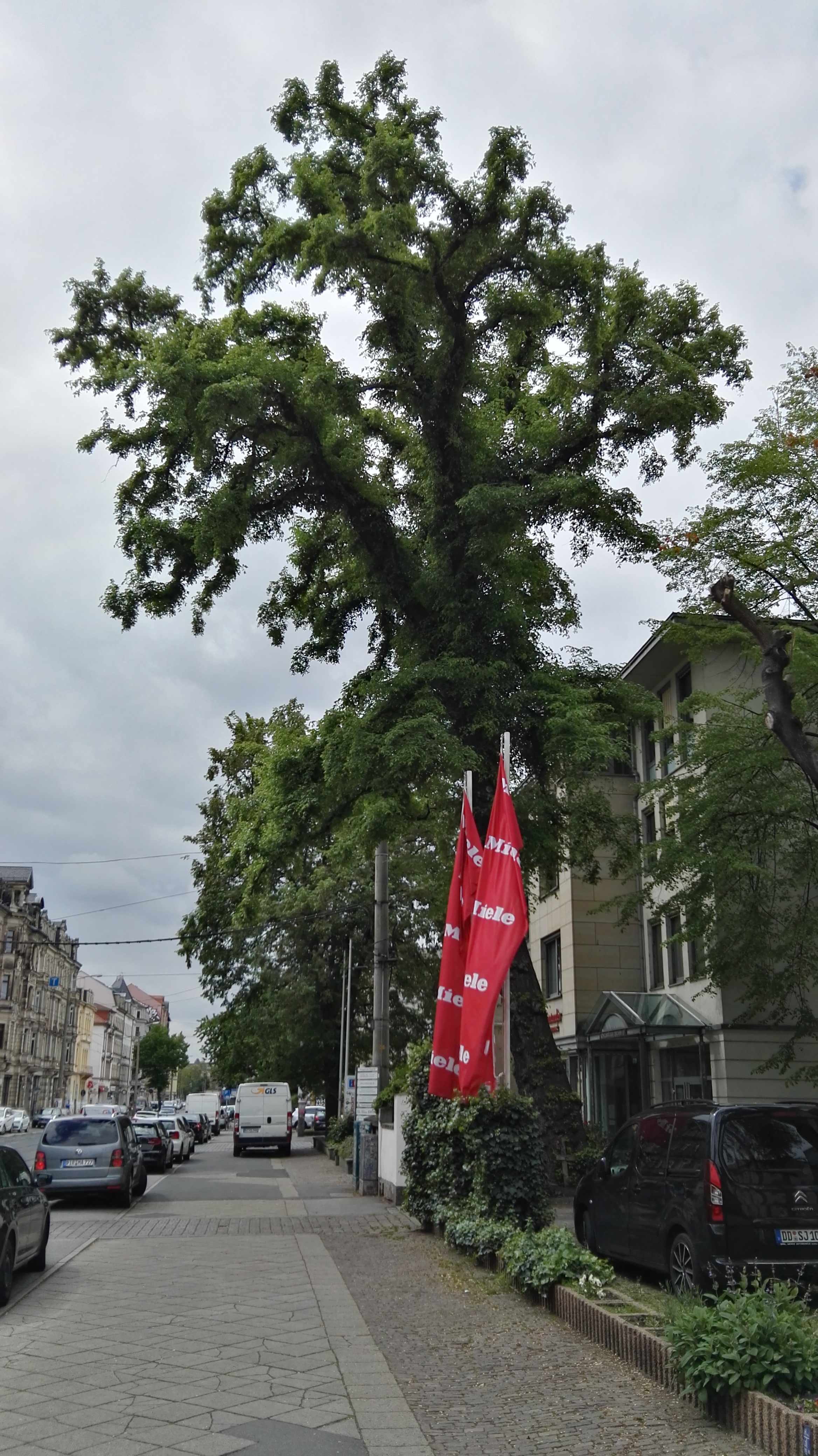
Flatter-Ulme Königsbrücker Straße 49, Mai 2019

Die Flatter-Ulme Königsbrücker Straße 49 ist ein als Einzelbaum ausgewiesenes Naturdenkmal (ND 131) in Dresden. Dieses Exemplar der in Mittel- und Osteuropa heimischen Flatter-Ulme (Ulmus laevis) weist einen Kronendurchmesser von etwa 20 Metern bei einer Höhe von etwa 30 Metern und einem Stammumfang von 3,57 Metern auf und prägt damit wesentlich das Straßenbild.

## Lage
Der Baum befindet sich in der Äußeren Neustadt (Gemarkung Neustadt) auf dem Grundstück Königsbrücker Straße 49, gehwegseitig vorgelagert zwischen den Häusern der Nummern 49 und 51. 

## Schutzgegenstand
Anfang der 2010er Jahre war die Landeshauptstadt Dresden als Untere Naturschutzbehörde bestrebt, „39 besonders wertvolle Bäume an 29 Standorten als Naturdenkmale“ unter Schutz zu stellen, darunter diese Flatter-Ulme. Die Wahl fiel auf sie, da die europäischen Ulmenarten anfällig gegenüber asiatischen Pilzen und damit vom Ulmensterben bedroht sind, und dieser Ausnahmebaum gesund ist. Die Unterschutzstellung erfolgte im Januar 2015 durch eine Verordnung seitens des Dresdner Stadtrats. Neben der Sicherung und Erhaltung aus dendrologischen Gründen war die Seltenheit im Stadtgebiet sowie die Schönheit und besondere Ausprägung des Baums ausschlaggebend dafür.
Der Schutzbereich erstreckt sich auf den Kronentraufbereich zuzüglich 5 Metern im Umkreis, mindestens jedoch 15 Meter im Umkreis des Stammes.
Bereits seit 1999 sind die Flatter-Ulme Altübigau und die Flatter-Ulmen Sachsenplatz als Naturdenkmale geschützt.